# Muhammet Akagündüz
Muhammet Hanifi „Aka” Akagündüz (ur. 11 stycznia 1978 w Bingöl) – austriacki piłkarz pochodzenia tureckiego grający na pozycji napastnika.

## Kariera klubowa
Akagündüz urodził się w Turcji w rodzinie pochodzenia kurdyjskiego, ale w 1987 roku wyemigrował z rodzicami do Austrii. Trzy lata później otrzymał tamtejsze obywatelstwo. W 1994 roku rozpoczął piłkarską karierę w amatorskim klubie WS Ottakring. Następnie podjął treningi w Austrii Wiedeń, ale nie zadebiutował w pierwszej drużynie i grał tylko w amatorskich rezerwach tego klubu. W 1998 roku został wypożyczony do drugoligowego FCN St. Pölten. Z kolei w sezonie 1999/2000 był piłkarzem VfB Admira Wacker Mödling.
Latem 2000 Muhammet przeszedł do SV Ried, w barwach którego zadebiutował w rozgrywkach pierwszej ligi. W sezonie 2000/2001 zdobył 13 goli, w 2001/2002 – 6, a w 2002/2003 – 10. Spadł jednak z Ried do drugiej ligi i po sezonie trafił do Turcji. Został zawodnikiem Malatyasporu, a po roku przeniósł się do Konyasporu. Latem 2005 wrócił do Austrii. Podpisał kontrakt z Rapidem Wiedeń, z którym zajął 5. miejsce w Bundeslidze. W rundzie jesiennej sezonu 2006/2007 występował w Kayserisporze, ale już wiosną był zawodnikiem włoskiego drugoligowca Hellas Werona, ale zaliczył tam tylko 5 spotkań. Latem 2007 ponownie został piłkarzem SV Ried. W 2008 roku został zawodnikiem Vestelu Manisaspor.
| Sezon   | Klub                      | Kraj    | Rozgrywki          | Mecze | Bramki |
| ------- | ------------------------- | ------- | ------------------ | ----- | ------ |
| 1997/98 | Austria Wiedeń            | Austria | Bundesliga         | 0     | 0      |
| 1998/99 | FCN St. Pölten            | Austria | Red Zac-Erste Liga | 34    | 11     |
| 1999/00 | VfB Admira Wacker Mödling | Austria | Red Zac-Erste Liga | ?     | ?      |
| 2000/01 | SV Ried                   | Austria | Bundesliga         | 31    | 13     |
| 2001/02 | SV Ried                   | Austria | Bundesliga         | 29    | 6      |
| 2002/03 | SV Ried                   | Austria | Bundesliga         | 30    | 10     |
| 2003/04 | Malatyaspor               | Turcja  | Süper Lig          | 29    | 6      |
| 2004/05 | Konyaspor                 | Turcja  | Süper Lig          | 31    | 6      |
| 2005/06 | Rapid Wiedeń              | Austria | Bundesliga         | 34    | 9      |
| 2006/07 | Kayserispor               | Turcja  | Süper Lig          | 13    | 2      |
| 2006/07 | Hellas Werona             | Włochy  | Serie B            | 5     | 2      |
| 2007/08 | SV Ried                   | Austria | Bundesliga         | 27    | 4      |
| 2008/09 | Vestel Manisaspor         | Turcja  | TFF 1. Lig         | 27    | 8      |
| 2009/10 | Admira Wacker Mödling     | Austria | Red Zac-Erste Liga | 13    | 5      |

## Kariera reprezentacyjna
Akagündüz miał do wyboru grę w reprezentacji Austrii i reprezentacji Turcji. Ostatecznie wybrał tę pierwszą opcję. Najpierw występował w kadrze U-21, a w pierwszej reprezentacji po raz pierwszy wystąpił 12 października 2002 roku w spotkaniu z Białorusią (2:0), rozegranym w ramach eliminacji do Euro 2004.